# 瀬谷義彦
瀬谷 義彦（せや よしひこ、1914年（大正3年）1月2日 - 2015年（平成27年）11月20日）は、日本の歴史学者。東京帝国大学文学部国史学科卒業。学位は文学士（東京帝国大学）。称号は日立市名誉市民、茨城大学名誉教授。
栄典は従四位勲三等旭日中綬章。

## 人物
茨城県多賀郡鮎川村（現在の日立市）生まれ。
茨城県立日立中学校（現在の茨城県立日立第一高等学校）教諭、水戸中学校（現在の茨城県立水戸第一高等学校）教諭を経て、1943年（昭和18年）茨城師範学校教授、多賀工業専門学校教授を経て茨城大学教授となる。定年退官後、茨城キリスト教大学短期大学部教授、茨城キリスト教大学教授を務めた。
共同で執筆、監修した「日立市史」は1959年（昭和34年）に発行されて茨城県内初の自治体史となったほか、水戸市史や県史など自治体史の編集にも関わるなど茨城県に関する歴史学研究において多数の業績がある地方史研究の第一人者であった。
また、俳句も嗜み、「竹南荘」という俳号も持っていた。
晩年には、日立市立記念図書館に郷土史研究の蔵書類の贈与を申し入れ、死の翌年の2016年（平成27年）12月1日に蔵書の展示コーナーが同図書館に開設された。
2015年（平成27年）11月20日、死去。101歳没。没後に従四位に叙された。

## 業績
- 『水戸学の史的考察』（東京中文館）
- 『水戸藩郷校の史的研究』（山川出版社）
- 『水戸の斉昭』
- 『水戸の光圀』
- 『茨城の史話』
- 『茨城地方史の断面』（茨城新聞社）
- 『茨城県成立史』（筑波書林）
- 『ひたち史余話』（日立市民文化事業団）
- 『歴史をリードした人々』
- 『茨城県議会史』（茨城県議会）
- 『水戸藩郷士の研究』（筑波書林、2008年）

## 賞歴
- 1977年（昭和52年）、いばらき賞受賞。
- 1978年（昭和53年）、茨城県功績者。
- 1979年（昭和54年）退官、名誉教授称号受領。
- 1986年（昭和61年）、文部大臣より地域文化功労賞受賞。
- 2006年（平成18年）、日立市名誉市民。
- 2015年（平成17年）、従四位。

その他、茨城文学賞受賞など。